# Luka Gagnidse
Luka Gagnidse (georgisch ლუკა გაგნიძე, wiss. Transliteration Luka Gagnije; * 28. Februar 2003 in Tiflis) ist ein georgischer Fußballspieler.

## Karriere

### Verein
Gagnidse begann seine Karriere beim FC Dinamo Tiflis. Im November 2020 debütierte er bei seinem Kaderdebüt für die Profis von Dinamo gegen den FC Dila Gori in der Erovnuli Liga. Bis zum Ende der Saison 2020 kam er zu zwei Einsätzen, mit Dinamo wurde er zu Saisonende Meister. In der Saison 2021 absolvierte er 15 Partien in der höchsten georgischen Spielklasse, ehe er im Juli 2021 nach Russland zum FK Dynamo Moskau wechselte. Noch vor Saisonbeginn wurde er im selben Monat an den Ligakonkurrenten Ural Jekaterinburg verliehen. Für Ural debütierte er im August 2021 gegen den FK Nischni Nowgorod in der Premjer-Liga. Für Ural kam er zu elf Einsätzen in der Premjer-Liga, ehe die Leihe im März 2022 aufgrund des russischen Überfall auf die Ukraine vorzeitig beendet und Gagnidse nach Polen an Raków Częstochowa weiterverliehen wurde. Für Raków kam er bis Saisonende aber nur einmal in der Ekstraklasa zum Einsatz. Zur Saison 2022/23 kehrte er nach Moskau zurück und erhielt dort in dieser Spielzeit zunächst regelmäßig Einsatzzeit, verlor diesen Status jedoch in den kommenden beiden Spielzeiten wieder und wurde Anfang 2025 für ein halbes Jahr an den Ligakonkurrenten Krylja Sowetow Samara verliehen.

### Nationalmannschaft
Gagnidse spielte zwischen 2019 und 2020 15 Mal für die georgische U17-Auswahl. Im September 2021 debütierte er für die U19-Mannschaft, im November desselben Jahres im U21-Team. Mit Letzterem nahm er im Sommer 2023 an der U21-Europameisterschaft teil und bestritt dort bis zum Ausscheiden im Viertelfinale gegen Israel drei der vier Turnierspiele. Zwei Jahre später nahm er 2025 erneut an der U21-EM teil und kam dort bis zum Vorrundenaus der Mannschaft in zwei von drei Gruppenspielen zum Einsatz.
Im März 2023 debütierte Gagnidse bei einem Freundschaftsspiel gegen die Mongolei in der georgischen A-Nationalmannschaft.

## Erfolge
- Georgischer Meister: 2020
- Polnischer Pokalsieger: 2022 (ohne Einsatz)